# 야나가와정 (후쿠시마현)
야나가와정(梁川町)은 후쿠시마현 다테군에 있던 정이다. 2006년 1월 1일 야나가와정 및 같은 다테군의 다테정, 호바라정, 료젠정, 쓰키다테정 등 5개 정이 합병하여 다테시가 신설되고 폐지되었다.

## 개요
후쿠시마현 북동부, 다테군 최북부에 위치하고 있었다.서쪽은 후쿠시마현 다테군 구니미정, 호하라정, 남쪽은 같은 다테군 료젠정, 동쪽은 미야기현 다테군 마루모리정, 북쪽은 미야기현 시라이시시에 접하여, 인구 20,326명(2005년 10월 1일), 면적 82.93평방 킬로미터.거의 중앙을 아부쿠마강(아부쿠마강)과 히로세강이 흐르고 국도 349호, 아부쿠마 급행선(제3섹터)이 지난다.
쇼와 29년에 구 야나가와정이 히가시에다무라와 합병해, 쇼와 30년에 이카자와촌, 도미노촌, 야마후뉴촌, 시라네촌, 아와노촌, 세키모토촌과 합병해, 최종적으로 야나가와정의 형태가 되었다. 또한 구 오에 촌은 한 번 히가시오에 촌과 니시오에 촌으로 분촌되어 한 번은 모두 구니미 정과 합병했지만 1954년에 '오오지 히가시오에'는 야나가와 정으로 옮겨졌다. 2005년의 시점에서 오에 지구는 동서가 2개의 마을로 분리되어 있었지만 초등학교 중심 취락이 1개밖에 존재하지 않았고, 야나가와정과  구니미정의 공동 운영이라고 하는 드문 형태였다.
또한 중심 취락인 야나가와 강의 지명은 아부쿠마 강 또는 히로세 강이 연어가 양호한 어장으로 야나가 조성된 것에서 유래되었다고 한다. 예전에는 야나가와로 표기했지만 쇼토쿠 원년 1711년에 초대 야나가와 번주 마쓰다이라 요시마사(오와리 도쿠가와 씨 계열)가 야나가와를 야나가와로 고쳤다.

## 지리
- 서부는 후쿠시마 분지의 평야부에 접해 인구 밀도도 높다.
- 동부는 아부쿠마 고지의 산간부가 되며 인구 밀도는 낮다.
- 서남부는 현청 소재지인 후쿠시마시 중심 시가까지 15㎞ 이상이기도 하고 신흥 주택지도 분양되고 있었지만 저출산의 영향도 있어 인구는 천천히 감소해 갔다.

## 역사
- 1954년 4월 15일 이전 - 야나가와정
- 1954년 4월 15일 - 야나가와정에 구니미정의 일부[구니미정으로 합병되기 이전 오에다촌의 일부(東大枝, 히가시오에다)]가 편입되었다.
- 1955년 3월 1일 - 야나가와정, 이사자와촌, 도미노촌, 야마후니우촌, 시라네촌, 세키모토촌, 아와노촌 등 7개 정·촌이 합병하여 야나가와정이 신설되었다.
- 2006년 1월 1일 - 야나가와정 및 다테군의 다테정 호바라정, 료젠정, 쓰키다테정 등 5개 정이 합병하여 다테시가 신설되고, 야나가와정 등은 폐지되었다.

미나모토노 요리토모의 오슈 후지와라씨 정벌의 때, 이웃마을의 구니미정 아츠카시산 산자락이 결전장이 되었다. 다테씨의 기록에 의하면, 거기서 공을 세운 히타치국 나카무라 쇼의 나카무라씨가 미나모토노 요리토모로부터 다테군, 노부오군을 배령해, 다테씨를 자칭하게 되었다.그 이래 도요토미 히데요시에 의한 다테 마사무네의 전봉까지의 약 400년, 야나가와정은 다테씨의 지배하가 된다. 특히 무로마치 시대에는 다테 씨가 야나가와 성을 본거지로 하여 오슈탐제에 임명됨으로써 중세 정원이 조성되고 많은 사찰이 건립되어 번영하게 되었다.
다테씨가 전국시대, 요네자와로 본거지를 옮긴 후에는 야나가와성은 중요한 지성으로 사용되었고, 다테 마사무네가 미야기 지방으로 전봉된 후에는 아이즈에 입봉한 가모씨의 지성이 되어 가모씨의 후, 에도시대 초기까지는 우에스기씨의 지배가 되었다. 그 후, 막부 직할이 되었다가 야나가와번이 되거나 반복하면서 에도막부 말기를 맞이한다. 에도막부 말기에는 마쓰마에 번이 다스린적이 있었다.
한편 에도막부 말기부터 쇼와 초기까지는 양잠으로 번창하였고 현재 동내에 남는 낡은 큰 민가는, 에도막부 말기~메이지의 번영한 시대에 건축된 건물이 많다. 대형 섬유업체인 닛토보가 후쿠시마에서 창업한 것도 양천을 중심으로 하는 후쿠시마 분지의 양잠산업과 무관하지 않다.
야나가와 강의 중앙부로 히로세 강이 흐르고 야나가와 성의 지형이 센다이 성의 지형과 유사하다.다테 마사무네가 다테 군을 몰수당하고 센다이로 옮겼을 때 부조 전래의 땅인 다테 군의 히로세 강을 센다이를 흐르는 강의 이름으로 붙였다고도 전해지지만 실제로는 그보다 250년이나 앞선 남북조기에 센다이의 강이 히로세 강으로 불리고 있어 이 전승은 실수라고 할 수 있다. 다만, 현재 센다이에 있는 절의 적지 않은 수가, 원래 야나가와에 있던 것을 요네자와→이와데야마→센다이로 옮겨 간 것은 기록에 있다.

## 행정
합병의 과정
전국적인 헤이세이의 대합병 움직임 속에서 다테군에서는 우선 9정(고오리정, 다테정, 구니미정, 료카와정, 호바라정, 료젠정, 쓰키타테정, 가와마타정, 이노정에서 임의합병 협의회를 설치해 합병을 검토해 왔지만, 다테군 북부보다 후쿠시마시와의 결속력이 강한 동군 남단의 가와마타정과 이노정가 이탈해, 남는 7개 정에서 2003년 12월, 법정합병 협의회 「다테 7정 합병 협의회」를 설립했다.
신시명은 공모를 바탕으로 「다테시」로 결정.홋카이도에 다테시가 이미 있지만 총무성으로부터 「기존 시로부터 이의가 없으면 문제가 없다」라는 회답을 얻고 홋카이도 다테 시로부터도 신시의 명칭을 정하는 것에 대해 「이의를 제기할 입장이 아니다」라는 회답을 얻었기 때문에 최종적으로 신시명은 「다테 시」로 결정했다.
그러나, 그 후 2004년 9월에 고오리정이 이탈을 표명하고, 동11월에 「다테 6정 합병 협의회」로 개편 개명했다.게다가 11월에는 구니미 정장 선거에서 합병 반대파의 촌장이 당선, 합병 찬성을 의결하는 정의회와 대립해 구니미쵸의 합병이 불투명해졌다. 그 때문에, 2005년 1월, 다테 6정 합병 협의회는 무기한 휴지가 되어, 남은 5정에서 신규로 「다테 5정 합병 협의회」를 설립해, 3월 1일에 이 5정에서 합병 협정서에 조인했다.1월부터 9월까지 다테 6정 합병 협의회와 다테 5정 합병 협의회가 병존하게 되었으나, 9월 30일 다테 6정 합병 협의회는 해산되었다.다테 5정 합병 협의회는 다테 시가 탄생하기 전날인 12월 31일에 해산 예정이였다.
시청사는 본청사가 2005년 2월에 완성된 구 호바라 정사무소가 되었고, 분청사가 구 료카와 정사무소가 되었다.시청사 기능은 부서에 따라 본청사와 약 6km 떨어져 있는 분청사로 분산되며 예를 들어 시장실이나 의회, 총무부 등은 본청사이지만 교육위원회나 복지 관련 부서는 분청사가 되었다. 또 편리성을 고려해 현재의 다테 정사무소, 료젠 정사무소, 쓰키다테 정사무소는 시청 지소가 되었다. 기본적으로 합병 후에도 각 마을의 독자성을 남기는 분산형 합병으로 주민서비스 관련 창구에 관해서는 일일이 시청까지 나가지 않아도 각 지역의 현 동사무소에서 마칠 수 있게 된다.

## 산업
18세기 후반 일본의 주요 잠종 산지는 무쓰오쿠니 신다쓰지방(노부오군과 다테군)과 우에노쿠니 나가사와 시모소쿠니유우성이었으나 당시 연간 25만 장이 생산됐다는 종지(누에알을 붙이는 종이) 중 18만 장은 신다쓰지방의 생산이었다.

## 교통

### 도로
- 국도 399호선